# Saugatuck (Míchigan)
Saugatuck es una ciudad ubicada en el condado de Allegan en el estado estadounidense de Míchigan. La localidad en el año 2010, tenía una población de 925 habitantes, con una densidad poblacional de 252,37 personas por km².

## Geografía
Saugatuck se encuentra ubicada en las coordenadas 42°39′22.09″N 86°12′21.14″O / 42.6561361, -86.2058722. Según la Oficina del Censo, la localidad tiene un área total de 3,8 km² (1,5 mi²), de la cual 3,1 km² (1,2 mi²) es tierra y 0,7 km² (0,3 mi²) (17.93%) es agua.

### Localidades adyacentes
El siguiente diagrama muestra a las localidades en un radio de 24 kilómetros (14,9 mi) de Saugatuck.

## Demografía
En el 2000 la renta per cápita promedia del hogar era de $44.318, y el ingreso promedio para una familia era de $64.583. El ingreso per cápita para la localidad era de $34.382. En 2000 los hombres tenían un ingreso per cápita de $46.161 contra $26.458 para las mujeres. Alrededor del 11.50% de la población estaba bajo el umbral de pobreza nacional.